# Ріно Пуччі
Ріно Пуччі (італ. Rino Pucci, 29 січня 1922 — 10 грудня 1986) — італійський велогонщик.
Срібний призер Олімпійських Ігор 1948 року в командній гонці переслідування.